# 東広島市立安芸津中学校
東広島市立安芸津中学校（ひがしひろしましりつ あきつちゅうがっこう）は、広島県東広島市安芸津町三津にある公立中学校。

## 概要
東広島市の南部にある。校区は海に面しており、カキの養殖が盛んである。

## 沿革
- 1947年4月1日 - 設立認可を受け、安芸津町立安芸津中学校が仮校舎で開校。
- 1947年11月3日 - 開校式挙行。
- 1949年12月4日 - 旧本館が竣工。
- 1970年8月29日 - 新校舎が竣工。
- 2005年2月7日 - 豊田郡安芸津町が東広島市と合併したことにより、東広島市立安芸津中学校に改称。

## 学校行事
- 4月 - 入学式、合宿研修(1年)
- 5月 - 修学旅行
- 9月 - 職場体験学習
- 7月 - 体育大会
- 10月 - 文化祭
- 3月 - 卒業式

## 部活動

### 運動部
- バスケットボール部(男子・女子)
- ソフトテニス部(女子)男子は25年度から募集停止
- バレーボール部
- サッカー部
- 陸上競技部(女子)男子は25年度から募集停止
- 野球部
- 卓球部(男子)女子は25年度から募集停止
- 柔道部
- 相撲部

### 文化部
- 吹奏楽部
- 美術部

## 通学区域
- 東広島市安芸津町

## 進学前小学校
- 東広島市立風早小学校
- 東広島市立木谷小学校
- 東広島市立三津小学校

## 交通
- 芸陽バス安芸津中学校前下車
- JR呉線安芸津駅より約700m

## 関係者

### 出身者
- 行友亮二 - 元サッカー選手
- 安芸乃島勝巳 ｰ 元大相撲力士